# Hohenwarsleben
Hohenwarsleben ist ein Ortsteil der Gemeinde Hohe Börde im Landkreis Börde in Sachsen-Anhalt.

## Geografie
Hohenwarsleben liegt ca. 15 km von Magdeburg.
Als Wohnplätze der ehemaligen Gemeinde waren ausgewiesen:
- Rasthof
- Wohnpark Hohe Börde (seit 1994), dort leben inzwischen etwa 1900 Einwohner

## Geschichte
Hohenwarsleben wurde erstmals im Jahr 1144 urkundlich erwähnt. Der Ortsnamensbestandteil -leben ist dort erläutert.
Am 1. Januar 2010 schlossen sich die bis dahin selbstständigen Gemeinden Hohenwarsleben, Ackendorf, Bebertal, Eichenbarleben, Groß Santersleben, Hermsdorf, Irxleben, Niederndodeleben, Nordgermersleben, Ochtmersleben, Schackensleben und Wellen zur neuen Gemeinde Hohe Börde zusammen.

## Politik

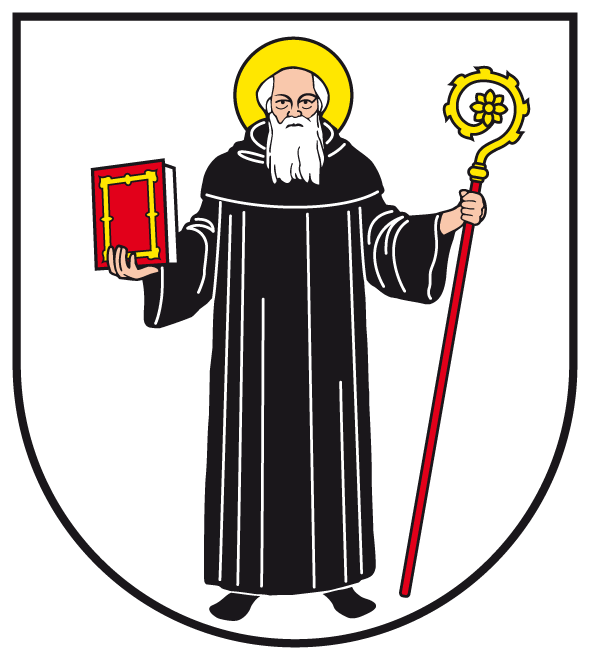
Wappen von Hohenwarsleben

Für den Ortsteil Hohenwarsleben wurde eine Ortschaftsverfassung eingeführt. Der Ortschaftsrat von Hohenwarsleben besteht aus 7 Mitgliedern.

### Bürgermeister
Der letzte Bürgermeister der Gemeinde Hohenwarsleben war Wolf Graf von Westarp.

### Wappen
Das Wappen wurde am 7. Januar 1997 durch das Regierungspräsidium Magdeburg genehmigt.
Blasonierung: „In Silber ein Benediktinermönch in schwarzer Kutte mit goldenem Nimbus, in der rechten Hand ein goldverziertes rotes Buch, in der linken einen roten Krummstab mit goldener Krümme haltend.“
Der Benediktinermönch steht für die Macht der Klöster und ihre Kultur auch in der Feudalzeit. Die Landschaft in der Börde wurde von Klöstern mitbestimmt. Hohenwarsleben hatte eine Benediktinerkirche.
Die Farben von Hohenwarsleben sind Schwarz - Weiß -Rot - Gelb.
Das Wappen wurde von Günther Gembalski gestaltet.

## Kultur und Sehenswürdigkeiten

### Bauwerke

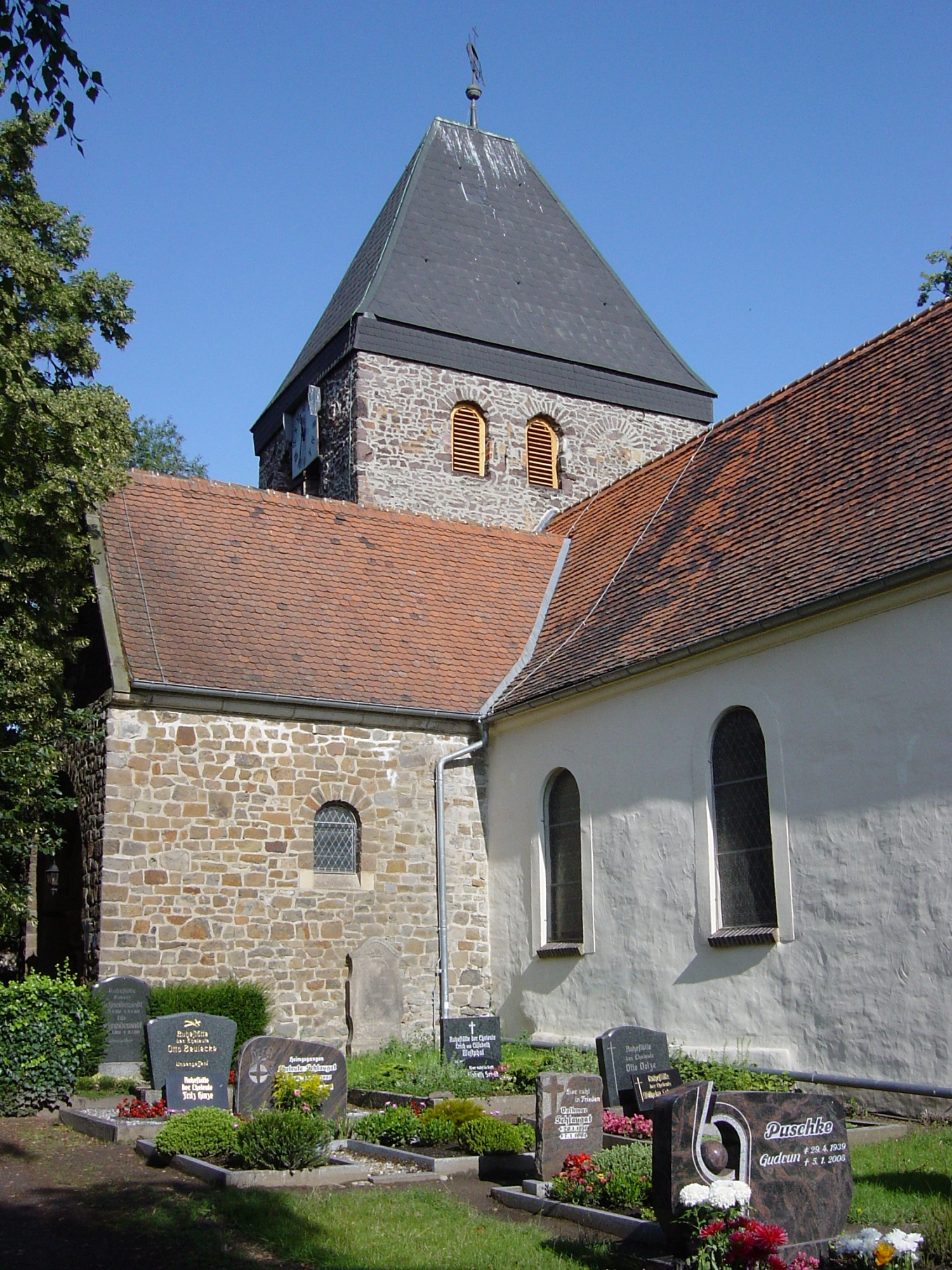
Kirche St. Benedikt in Hohenwarsleben

- Die St.-Benedikt-Kirche wird auch als evangelische Autobahnkirche genutzt.
- Das älteste Wohnhaus ist ein barocker Fachwerkbau von 1665 und steht heute als ehemaliger Pfarrhof unter Denkmalschutz.
- Der spontane Reichtum der Landwirte im 19. Jahrhundert schuf in Hohenwarsleben eine Reihe von sog. Rübenpalästen. Zu den bestsanierten gehört das Gebäude Im Winkel 1.
- Beachtenswert sind auch die Hofstellen an der Dahlenwarsleber Straße mit den Fischteichen und in der Karl-Marx-Straße mit dem Taubenturm.
- Die 1999 neu erbaute Kindertagesstätte Sonnenschein in Trägerschaft der Gemeinde, die etwa 250 Kinder aus Hohenwarsleben und den umliegenden Gemeinden aufnehmen kann.

## Wirtschaft und Infrastruktur

### Wirtschaft
Nach der Wende konnte Hohenwarsleben die Umstellung von Landwirtschaft auf Handel und Gewerbe erfolgreich umsetzen. Heute sind in Hohenwarsleben schätzungsweise 400 bis 1000 Arbeitsplätze.
Hohenwarsleben verfügt über einen großzügig ausgebauten Gewerbepark vor den Toren des Elbeparks. Hier konnten sich zahlreiche Firmen aus Handwerk und Dienstleistung ansiedeln.

### Verkehr
Der Ort wird von der Bundesautobahn 2 (West-Ost-Achse), der Landesstraße L 47 (Südwest-Nordost-Achse) und der Kreisstraße K 115 (Nord-Süd-Achse) gekreuzt.
Die Bundesautobahn 2 (Anschlussstelle Irxleben/Hohenwarsleben) liegt am Ortsausgang.
Zur Bundesstraße 1, die Braunschweig mit Magdeburg verbindet, sind es in südlicher Richtung ca. 3 km.
Hohenwarsleben ist damit optimal an das Straßenverkehrsnetz angeschlossen.

## Persönlichkeiten
- Samuel Gottlieb Heine (1683–1746), evangelischer Pfarrer und Chronist
- Max Bösche, Heimatdichter, der mit einer breiten Skala von fantasievollen Geschichten in Text, Skizzen und Fotografien Traditionelles und Gegenwärtiges aus dem Dorfleben der Nachwelt erhalten hat
- Marcel Maltritz (* 1978), Fußballspieler beim Zweitligisten VfL Bochum